# 사하라 아랍 민주 공화국의 코로나19 범유행
2020년 7월 25일에 사하라 아랍 민주 공화국에서 첫 확진자가 발생했다. 사하라 아랍 민주 공화국 중에서 서사하라 동부 지역에 28명의 확진자가 있다.

## 배경
2020년 1월 12일, 세계보건기구는 2019년 12월 31일에 WHO에 보고된 중국 후베이 성 우한시의 인구 집단에서 코로나19가 호흡기 질환의 원인임을 확인했다.
코로나19가 2003년 사스보다 치사율이 훨씬 낮았지만, 빠르게 전파됐다.

## 연혁
7월 25일에 4명의 확진자가 확인되었다.
7월 28일부터 8월 4일까지 한 명의 확진자가 더 확인되었으며 3명의 환자가 완치되었다.
8월 4일에서 11일까지 9명의 확진자 추가와 1명의 사망자가 더 확인되어 사망자 수는 2명으로 늘어났다. 완치된 환자는 5명으로 증가하였다.
8월 11일에서 18일까지 5명의 확진자 추가가 더 확인되었으며 사망자 수는 나오지 않았다. 완치된 환자는 13명으로 증가하였다.
8월 18일부터 25일까지 6명의 확진자 추가가 더 확인되었으며 확진자 수는 총 25명으로 늘어났다. 사망자 수는 나오지 않았다.
8월 25일부터 9월 22일까지 확진자 추가나 사망자는 나오지 않았다.

## 같이 보기
- 서사하라의 코로나19 범유행